# Chassieu
Chassieu és un municipi francès, situat a la metròpoli de Lió i a la regió de Alvèrnia - Roine-Alps. L'any 2021 tenia 11.092 habitants.

## Demografia

### Població
El 2007 la població de fet de Chassieu era de 9.371 persones. Hi havia 3.389 famílies de les quals 639 eren unipersonals (267 homes vivint sols i 372 dones vivint soles), 1.034 parelles sense fills, 1.352 parelles amb fills i 364 famílies monoparentals amb fills.
La població ha evolucionat segons el següent gràfic:
Habitants censats

### Habitatges
El 2007 hi havia 3.538 habitatges, 3.442 eren l'habitatge principal de la família, 9 eren segones residències i 87 estaven desocupats. 2.613 eren cases i 908 eren apartaments. Dels 3.442 habitatges principals, 2.510 estaven ocupats pels seus propietaris, 861 estaven llogats i ocupats pels llogaters i 71 estaven cedits a títol gratuït; 32 tenien una cambra, 200 en tenien dues, 465 en tenien tres, 973 en tenien quatre i 1.771 en tenien cinc o més. 2.817 habitatges disposaven pel capbaix d'una plaça de pàrquing. A 1.332 habitatges hi havia un automòbil i a 1.896 n'hi havia dos o més.

## Economia
El 2007 la població en edat de treballar era de 6.239 persones, 4.589 eren actives i 1.650 eren inactives. De les 4.589 persones actives 4.281 estaven ocupades (2.283 homes i 1.998 dones) i 308 estaven aturades (161 homes i 147 dones). De les 1.650 persones inactives 574 estaven jubilades, 729 estaven estudiant i 347 estaven classificades com a «altres inactius».

### Ingressos
El 2009 a Chassieu hi havia 3.523 unitats fiscals que integraven 9.724 persones, la mediana anual d'ingressos fiscals per persona era de 24.077 €.

### Activitats econòmiques
Dels 918 establiments que hi havia el 2007, 14 eren d'empreses extractives, 4 d'empreses alimentàries, 31 d'empreses de fabricació de material elèctric, 3 d'empreses de fabricació d'elements pel transport, 107 d'empreses de fabricació d'altres productes industrials, 94 d'empreses de construcció, 264 d'empreses de comerç i reparació d'automòbils, 71 d'empreses de transport, 29 d'empreses d'hostatgeria i restauració, 21 d'empreses d'informació i comunicació, 49 d'empreses financeres, 33 d'empreses immobiliàries, 121 d'empreses de serveis, 49 d'entitats de l'administració pública i 28 d'empreses classificades com a «altres activitats de serveis».
Dels 153 establiments de servei als particulars que hi havia el 2009, 1 era una gendarmeria, 1 oficina de correu, 8 oficines bancàries, 22 tallers de reparació d'automòbils i de material agrícola, 1 taller d'inspecció tècnica de vehicles, 2 establiments de lloguer de cotxes, 4 autoescoles, 6 paletes, 17 guixaires pintors, 11 fusteries, 13 lampisteries, 20 electricistes, 3 empreses de construcció, 8 perruqueries, 1 veterinari, 3 agències de treball temporal, 21 restaurants, 9 agències immobiliàries i 2 salons de bellesa.
Dels 30 establiments comercials que hi havia el 2009, 2 eren supermercats, 2 grans superfícies de material de bricolatge, 1 una botiga de menys de 120 m², 4 fleques, 2 carnisseries, 2 llibreries, 3 botigues de roba, 1 una botiga d'equipament de la llar, 1 una botiga d'electrodomèstics, 1 una botiga de mobles, 3 botigues de material esportiu, 1 un drogueria, 2 perfumeries i 5 floristeries.
L'any 2000 a Chassieu hi havia 16 explotacions agrícoles que ocupaven un total de 432 hectàrees.

## Equipaments sanitaris i escolars
El 2009 hi havia 1 centre de salut, 3 farmàcies i 1 ambulància.
El 2009 hi havia 4 escoles maternals i 4 escoles elementals. Chassieu disposava d'un col·legi d'educació secundària amb 587 alumnes.
Chassieu disposava d'un centre de formació no universitària superior.